# Symfonia (przedsiębiorstwo)
Symfonia Sp. z o.o. (dawniej Sage Symfonia) – dostawca oprogramowania do zarządzania mikro, małymi i średnimi przedsiębiorstwami.

## Historia
Program Symfonia w wersji przeznaczonej dla systemu operacyjnego Windows pojawił się na polskim rynku w 1995 roku. System został zaprojektowany i wykonany przez polską firmę informatyczną Matrix.pl S.A., która w 2005 roku sprzedała prawa do oprogramowania za 10,3 mln funtów brytyjskiej Sage Group. Spółka w 2021 roku po ponad 15 latach działalności w ramach Grupy Sage została kupiona przez fundusz Mid Europa Partners – inwestora finansowego w Europie Centralnej i Południowo-Wschodniej za kwotę 66 mln funtów. W związku ze zmianą właścicielską firma znana w Polsce jako Sage Symfonia zmieniła nazwę na Symfonia. W 2021 roku Symfonia przejęła innych producentów oprogramowania – firmę Reset2.pl oraz Cloud Planet i powiązaną z nią spółkę Skanuj.to. W 2022 roku wzmocniła grupę kapitałową, kupując spółkę HRtec.

## Działalność
W ofercie Symfonii znajdują się rozwiązania w obszarze automatyzacji finansów i księgowości, kadr i płac, HR, handlu hurtowego i detalicznego kanałami tradycyjnymi i internetowymi, zarządzania magazynem i produkcją, cyfrowym obiegiem dokumentów oraz analizą danych. Najdłużej rozwijanymi programami są Symfonia Finanse i Księgowość oraz Symfonia Kadry i Płace, które istnieją na rynku od ponad 20 lat.

## Nagrody i wyróżnienia
- Nagroda Best Quality Employer 2018[7].
- Diamenty Forbesa 2020[8].
- 1 miejsce w konkursie Best in Cloud 2021 w kategorii najlepszy produkt ERP/CRM w chmurze za program Symfonia Obieg Dokumentów[9].
- Wyróżnienie w konkursie Best in Cloud 2022 dla programu Symfonia HRcloud[10].